# Nehen
| O48 · niwt |

| O48 · niwt |

| O47 · n | niwt |

| O47 · n | niwt |

| nxn · pr |

| nxn · pr |

Nehen (nḫn vagy Per-Nehen) ókori egyiptomi város volt Egyiptom déli részén. A Nílus bal partján, Debu (Apollinopolisz Magna) és Ta Szenet (vagy Junit, ma Eszna) városok közt terült el, szemben a testvérvárossal, Nehebbel (ma el-Káb). A predinasztikus időszak fontos települése, a Nagada II kultúra elterjedése és a neheni templom leletei alapján egy korai állam vezetőrétegének lakhelye, később egészen az újbirodalom koráig kultuszhely. A görög korban Hierakonpolisz volt a neve (ógörögül: Ίερακον πολις, A sólyom városa, utalva ősi sólyomistenségére), ma arabul (El-)Kóm el-Ahmar.

## A város
A városmagban a hierakonpoliszi erődöt falsávokkal tagolt, rakott téglafal keríti. A mintegy 300 méter széles és 400 méter hosszú térség közepén teraszosan emelkedő mesterséges dombot alakítottak ki; ennek emlékét a város írásjegye is megőrizte. (A nehebi erőd fala szabálytalan kör alakú volt). Az erőd délkeleti sarkában található az egyik legfontosabb korai ásatási terület, a neheni templom. Innen kerültek elő a legkorábbi íráskezdemények, az edényeken feltűnnek olyan piktografikus ábrázolások, amelyek később a hieroglif írás alapját képezték. Itt került elő a Narmer-paletta és Haszehemui ülőszobra is.
Maga a város azonban ennél lényegesen nagyobb kiterjedésű volt, amit Michael Hoffmann és Walter Fairservis 1970-es évekbeli kutatásai óta tudunk. A 20. század végén Barbara Adams kutatott itt. A település mintegy négy kilométer hosszan húzódott a Nílus partján, és már fél évezreddel Narmer előtt (i. e. 3600 körül) nyilvánvalóan egy királyság fővárosa volt. Kézműves műhelyeket és ipari méretű sörfőzdét tártak itt fel. A két elkülönülő társadalmi réteg két külön temetőbe temetkezett, ami ebben a korszakban nem volt általános jelenség Egyiptomban. A munkástemető a várostól délre, az előkelők temetője északnyugatra helyezkedett el. Itt kerültek elő a mesterséges mumifikálás legelső nyomai, pólyák és gyanta. Az előkelők temetőjében a későbbi halotti maszkok elődei, agyagból készült álarcok ismertek.
A település jelentőségét néhány óbirodalmi hivatalnoki cím mutatja, amelyek túlélték a hatalmi változásokat. A „Nehen pásztora” (vagy őre) és a „Nehen szája” (vagy „Nehenhez beosztott”) is ilyenek.

## Története
A Nehenből származó predinasztikus uralkodók az I. dinasztia korában tették át székhelyüket innen Thinisz városába. Az ennél korábbi történelem meglehetősen homályos. Az első ismert uralkodósírnak tekintett építmény i. e. 3600 körüli, és további három évszázadig töretlen Nehen fejlődése. Az i. e. 3300 körüli időktől tisztázatlan okokból gyengülni kezdett. Valószínű, hogy a Nagadában és Abdzsuban létrejövő újabb hatalmi központok és territoriális vetélkedések játszottak szerepet ebben.
Ez az a korszak, amelyet John Keegan a „preheroikus-” és „heroikus hadviselés” kora közötti átmenetként ír le. A preheroikus hadviselés azt a törzsi társadalmakat jellemző, szinte rituális jellegű folyamatot jelenti, amikor az egyes csoportok közti esetleges konfliktus rendezése legtöbbször csak látványos erődemonstráció. Tényleges összecsapás általában nincs, a felek felvonulnak a csatatéren, legfeljebb elhajítanak néhány dárdát és az első vér után a vének tárgyalása útján megegyeznek. A heroikus hadviselés mintapéldája a trójai háború, amikor már tényleges harci cselekményekre is sor kerül, de sokszor egy-egy párviadal dönti el a csata sorsát. Erre az átmenetre akkor kerül sor, amikor az urbanizáció és az államfejlődés során az egyes territóriumok határai kezdenek összeérni, a szabad, senki által sem birtokolt területek megfogyatkoznak. Ez megfigyelhető e korszakban Egyiptomban is, ahol az új hatalmi centrumok veszélyeztették Nehent.
Az i. e. 4. évezred végén (körülbelül i. e. 3300-tól) Nehen, Abdzsu és Nagada vívták harcaikat a szűkös folyammenti termékeny területekért. Ekkor Nehen nehéz periódust élt át, minden tekintetben hanyatlást mutat. Nem tudni, milyen módon, de az évezred végére Nehen és Abdzsu egyesült. Ez a kor az, amikor az Umm el-Kaáb temetőben megjelenik az U-j („Udzs”) sír, amely valószínűleg I. Skorpió sírja, és mint ilyen, az abdzsui temetkezési körzet első ismert királysírja. Majd együttes erővel Nagadát is legyűrték, és így alakult ki az első nagyobb kiterjedésű állam a predinasztikus korszak végére. Erről a szakaszról Gebel Tzsauti sziklarajzai adnak hírt, amelyeket Deborah Darnell fedezett fel.
A későbbiekben a város nomoszszékhely lett, az első átmeneti időszakban a nomoszkormányzó (nomarkhész) jelentős katonai-politikai hatalmi tényező volt. Anhtifi neheni kormányzó seregeit Théba és Koptosz egyesített hadereje sem tudta legyőzni, amikor Junit (Hermonthisz) ellen vonult. Anhtifi elfoglalta a délre eső Tesz-Hór (edfui) kerületet is. Halála után azonban Théba terjesztette ki a hatalmát Nehenre. A thébai Antefek ezek után vették fel és használták Nehen védnökének, Hórnak nevét.
Az Újbirodalom korának második szakaszában (XIX. dinasztia) a hatalmi központok északabbra tolódtak, és a déli városok elvesztették politikai szerepüket, a núbiai korban Nehen beszorult a kusiták és Théba közé. Ettől függetlenül a korszak végéig Nehen fontos kultikus hely maradt.

## Kultikus szerepe
Az ősi Nehen városának neve azonos az egyik legkorábbi sólyomistenség, Nehen, a vadászsólyom nevével. A később legkiterjedtebb tiszteletben részesülő Hór (görög Hórusz) istennel azonosulva neve Hór, a neheni alakra módosult, a város görög neve (Hierakonpolisz) is a Sólyom Városa jelentésű. Valószínűleg nem véletlen, hogy e korai város sólyomistenségének tisztelete a későbbiekben egész Egyiptomban elterjedt. A kultusz később a hasonló dél-egyiptomi Hemen sólyomistenével is összeolvadt. Az óbirodalom végén Nehen kormányzója, Anhtifi már Hemennek nevezi.
Talán e városból terjedt el, vagy nagyon korán meghonosították Nehbet keselyűistennő kultuszát is, aki Uadzsettel együtt később a királyság védnökévé lépett elő, és az egyesített koronán is helyet kapott. Nehbet valószínűleg a folyó túlpartján álló Neheb (görögül Eileithüaszpolisz, ma el-Káb) városból származik. Amikor Nehen istent kezdték Hór a neheni formában emlegetni, akkortól nevezték Nehbetet Fehér neheninek.
A városban az ismert legősibb típusú vallási elemek fedezhetők fel, mint a ba-csoportok tisztelete. A ba az egyiptomi lélekfogalom egyik alapvető típusa, az isteni tulajdonságok megnevezése. A későbbi korokban a ba fontos jellemzője maradt az isteneknek.